# リリア・イグナトバ
リリア・イグナトバ（英語：Lilia Ignatova、1965年5月17日 - ）は、ブルガリアの元新体操選手。
1981年より1985年まで3大会連続個人総合2位。
金メダルが期待されたロサンゼルスオリンピックでは、東欧諸国の参加ボイコットによりブルガリアも出場できなかった。

## 略歴
- 1981年、世界新体操選手権大会（ミュンヘン、ドイツ）（個人総合2位）。
- 1983年、世界新体操選手権大会（ストラスブール、フランス）（個人総合2位）。
- 1985年、世界新体操選手権大会（バリャドリッド、スペイン）（個人総合2位）。